# 吉倉真
吉倉 真（よしくら まこと、1911年10月7日 - 2003年3月27日）は、日本のクモ学者。正字では眞。福井県出身。

## 人物
1911年、福井県生まれ。1943年広島文理科大学卒業。阿部余四男教授の下、「ジグモの糸腺の組織学的研究」という卒業論文を作成。熊本大学名誉教授、九州クモの会会長。1984年、勲三等旭日中綬章を受章。2003年3月27日午後1時10分、老衰のため岐阜市の病院で死去（自宅は岐阜県各務原市）。91歳没。

## 著書
- 吉倉眞 (1941), “樺太産蜘蛛類黄金蜘蛛科生態と分類”, 樺太中等學校學術研究會論文 第1輯 ([樺太中等學校學術研究會])
- 吉倉眞 (1982), クモの不思議, 岩波新書 黄-197, 岩波書店
- 吉倉眞 (1987), クモの生物学, 学会出版センター

## 論文
- 吉倉 眞「樺太産ホホヒゲカウモリ屬の一新種」『動物学雑誌』第56巻、東京動物學會、6-7頁、1944年。 NAID 110004724794。
- 吉倉 眞「アカタビネズミMyopus middendorffi VINOGRADOV樺太に産す」『動物学雑誌』第56巻、東京動物學會、48-50頁、1944年。 NAID 110004724803。
- 吉倉 眞; 武藤義信「ヌマガエル(Rana limnocharis)の間性」『動物学雑誌』第60巻、東京動物學會、15頁、1951年。 NAID 110003333916。
- 吉倉 眞「ヌマガエル雄の性分化」『動物学雑誌』第60巻、第11号、東京動物學會、236-239頁、1951年。 NAID 110003360772。
- 吉倉 眞「キムラグモ(Heptathela kimurai)の発生」『動物学雑誌』第61巻、東京動物學會、113頁、1952年。 NAID 110004586588。
- 吉倉 真「クモの孵化と觸肢腺との関係(組織・實驗形態・遺傳)」『動物学雑誌』第63巻、東京動物學會、79-80頁、1954年。 NAID 110003361277。
- 吉倉 真「再びヌマガエルに見出された卵巣睾丸について」『動物学雑誌』第64巻、第7号、東京動物學會、207-210頁、1955年。 NAID 110003361648。
- 吉倉 真「ヌマガエルの性(遺伝学・発生学・実験形態学)」『動物学雑誌』第65巻、東京動物學會、177頁、1956年。 NAID 110003361978。
- 武藤義信; 朝山新一; 吉倉 真; 小川嘉一郎; 江上信雄; 只野柳; 佐藤磐根「綜合討論(発生学・実験形態学)」『動物学雑誌』第66巻、東京動物學會、73頁、1957年。
- 吉倉 真「蛙の脳下垂体前葉と性分化との関係(発生学・実験形態学)」『動物学雑誌』第66巻、東京動物學會、75頁、1957年。 NAID 110003362153。
- 吉倉 真「高温飼育せる脳下垂体除去蛙蝌蚪の生殖腺(発生・実験形態)」『動物学雑誌』第68巻、東京動物學會、60頁、1959年。 NAID 110003362825。
- 天沼昭; 吉倉 真; 宮森弘子; 中村司; 朝山新一; 森田真一; 吉田博一「綜合討論(発生・実験形態)」『動物学雑誌』第68巻、東京動物學會、61頁、1959年。 NAID 110003362828。
- 吉倉 真「甲状腺ホルモンの脳下垂体除去蛙蚪蝌の生殖腺に及ぼす影響(内分泌・生理)」『動物学雑誌』第69巻、東京動物學會、33頁、1960年。 NAID 110003363211。
- 吉倉 真「蛙の性転換に於ける脳下垂体のはたらき(発生・実験形態)」『動物学雑誌』第70巻、東京動物學會、34頁、1961年。 NAID 110003363649。
- 吉倉 真「サソリモドキの発生」『Acta arachnologica』第17巻、第2号、日本蜘蛛学会、19-24頁、1961年。doi:10.2476/asjaa.17.19。 NAID 40017448042。
- 吉倉 真「エストロジェンの日本赤蛙生殖腺分化に及ぼす影響(実験形態・発生)」『動物学雑誌』第71巻、東京動物學會、11頁、1962年。 NAID 110003332216。
- 吉倉 真「甲状腺が蛙の性転換に関係していること(実験形態・発生)」『動物学雑誌』第71巻、東京動物學會、351-352頁、1962年。 NAID 110003331952。
- 吉倉 真「蛙幼生の性転換に於ける脳下垂体の影響」『動物学雑誌』第72巻、第1号、東京動物學會、13-16頁、1963年。 NAID 110003332410。
- 吉倉 真「甲状腺ホルモンの蛙幼生の生殖腺に及ぼす影響(実験形態)」『動物学雑誌』第72巻、東京動物學會、346頁、1963年。 NAID 110003332568。
- 吉倉 真「紫外線照射をうけた四肺クモ胚の発生(形態・内分泌)」『動物学雑誌』第73巻、東京動物學會、317頁、1964年。 NAID 110003363919。
- 吉倉 真「日本産サソリモドキの研究」『熊本大学教養部紀要』、自然科学編第1巻、第3号、熊本大学、31-70頁、1966年。
- 吉倉 真「ヌマガエル過熟卵の発生(発生(受精・卵形成))」『動物学雑誌』第76巻、東京動物學會、394-395頁、1967年。 NAID 110003327581。
- 吉倉 真「ヌマガエルの過熟卵の発生について」『熊本大学教養部紀要』、自然科学編第3巻、熊本大学、41-49頁、1968年。 NAID 110001032160。
- 吉倉 真「有明海と八代海」『Calanus : 合津臨海実験所報』第1巻、熊本大学、18-23頁、1968年。 NAID 110001026839。
- 吉倉 真「比較発生学からみたクモ類の系統」『動物学雑誌』第78巻、東京動物學會、453頁、1969年。 NAID 110003328110。
- 吉倉 真「II-3 クモ類の進化」『動物学雑誌』第79巻、東京動物學會、412頁、1970年。 NAID 110003328801。
- 吉倉 真; 城田 五郎; 近藤照義「ウヅキコモリグモの卵嚢除去による産卵の促進 (八木沼健夫先生還暦記念号)」『Acta arachnologica』第27巻、Specialnumber、日本蜘蛛学会、199-208頁、1977年。doi:10.2476/asjaa.27.Specialnumber_199。 NAID 40000000046。
- 吉倉 眞「天草の哺乳類」『Calanus : 合津臨海実験所報』第6巻、熊本大学、1-9頁、1978年。 NAID 110001029216。
- 吉倉 眞「天皇、皇后両陛下を実験所にお迎えしたこと」『Calanus : 合津臨海実験所報』第8巻、熊本大学、41-55頁、1983年。 NAID 110007494907。
- 浜田善利; 吉倉 真「クモ類の民俗薬物学的研究-1-中国の薬用クモ類」『薬史学雑誌』第25巻、第1号、日本薬史学会、21-32頁、1990年。 NAID 40004378518。
- 浜田 善利; 吉倉 真「クモ類の民俗薬物学的研究-2-日本の薬用クモ類の種類」『薬史学雑誌』第27巻、第1号、日本薬史学会、13-19頁、1992年。 NAID 40004378554。